# آرلینگتون (تنسی)
آرلینگتون(به انگلیسی: Arlington) شهری در ایالت تنسی کشور ایالات متحده آمریکا است که جمعیت آن در سرشماری سال ۲۰۱۰ میلادی، ۱۱٬۵۱۷ نفر بوده‌است.